# Deutsche Meisterschaften im Freiwasserschwimmen 2001
Die Internationalen Deutschen Meisterschaften im Freiwasserschwimmen fanden vom 22. bis 24. Juni 2001 in Großkrotzenburg statt und wurden vom Deutschen Schwimm-Verband veranstaltet.
| Disziplin        | Männer             | Männer         | Männer     | Frauen        | Frauen        | Frauen    |
| Disziplin        | Name               | Verein         | Zeit       | Name          | Verein        | Zeit      |
| ---------------- | ------------------ | -------------- | ---------- | ------------- | ------------- | --------- |
| 5 km Freiwasser  | Thomas Lurz        | SV Würzburg 05 | 0:55:15,05 | Peggy Büchse  | PSV Rostock   | 0:59:46,0 |
| 25 km Freiwasser | Christian Hansmann | Erfurter SSC   | 5:14:37,0  | Angela Maurer | LSC Wiesbaden | 5:39:56,7 |